# Dendropsophus subocularis
Dendropsophus subocularis es una especie de anfibios de la familia Hylidae.
Habita en Colombia y Panamá.
Sus hábitats naturales incluyen bosques tropicales o subtropicales secos y a baja altitud, marismas de agua dulce, corrientes intermitentes de agua, jardines rurales, zonas previamente boscosas ahora muy degradadas y estanques. Está amenazada de extinción por la destrucción de su hábitat natural.